# Insurrection de Grande-Pologne (1794)
Pour les articles homonymes, voir insurrection de Grande-Pologne.
Insurrection de Kościuszko
L'insurrection de Grande-Pologne en 1794 (polonais: Powstanie Wielkopolskie 1794 roku) est une insurrection patriotique polonaise qui a lieu en Grande-Pologne à la suite du deuxième partage de la Pologne en 1793 et de l'annexion de cette région par le royaume de Prusse. 
Cette insurrection est déclenchée en août 1794, alors que, dans la Pologne restée indépendante, mais occupée par l'armée russe, se déroule l'insurrection de Kościuszko.

## Contexte

### Les conséquences de l'annexion de la Grande-Pologne par la Prusse
Après le deuxième partage (janvier 1793), entériné par la Diète polonaise (25 septembre), la Prusse fait de la Grande-Pologne (voïvodies de Gniezno, Poznań, Sieradz, Kalisz, etc.) la province de Prusse-Méridionale (Südpreussen) dont le chef-lieu est Poznań (Posen). 

### L'insurrection de Kosciuszko et la Prusse
Tadeusz Kościuszko, qui a lancé l'insurrection à partir de Cracovie en mars 1794, a pour objectif la lutte contre l'armée russe présente en Pologne. Il veut donc éviter une intervention prussienne et n'encourage donc pas les habitants de Grande-Pologne à se soulever.
Son point de vue évolue à partir de mai 1794, lorsque le gouvernement de Frédéric-Guillaume II déclare son soutien à la Russie et envoie des troupes pour combattre l'insurrection. Les Prussiens contribuent à deux défaites des forces insurgées, à Szczekociny le 6 juin, puis à Chełm. Les troupes polonaises se réfugient à Varsovie, tombée aux mains des insurgés (Jan Kilinski) en avril.
Le 10 juin, Kosciuszko écrit une directive en faveur d'un soulèvement contre la Prusse ; le 12, Conseil national suprême de l'insurrection lance l'appel « Aux citoyens de la province de Grande-Pologne ».

## Déroulement de l'insurrection de Grande-Pologne
Au départ, l'armée prussienne empêche le soulèvement armé. Mais de nombreux soldats polonais qui y ont été enrôlés répondent à l'appel en désertant. 
En juillet, la Prusse renforce sa présence militaire en Pologne lorsque se met en place le siège de Varsovie, affaiblissant le contrôle sur la Grande-Pologne. 
L'insurrection débute le 20 août, et prend assez d'ampleur pour contraindre les Prussiens à quitter Varsovie, dont le siège est suspendu au début de septembre.